# Kobaşlar, Gömeç
Kobaşlar là một xã thuộc huyện Gömeç, tỉnh Balıkesir, Thổ Nhĩ Kỳ. Dân số thời điểm năm 2010 là 171 người.